# Praomys hartwigi
Praomys hartwigi — вид гризунів родини мишевих (Muridae). Зустрічається тільки в Камеруні. Його природне середовище існування — субтропічні або тропічні вологі гірські ліси. Йому загрожує втрата середовища проживання.

## Морфологічна характеристика
Дрібний гризун з довжиною голови і тіла від 115 до 134 мм, довжиною хвоста від 156 до 173 мм, довжиною стопи від 24 до 28 мм, довжиною вуха від 17 до 21 мм і вагою до 70 грамів. Шерсть довга і м'яка. Верх червонувато-бурий, боки світліші, а черевні частини білі. Основа волосків скрізь сіра. Задню частину лап перетинає темна смуга, що тягнеться до основи пальців. Передні ноги білі. Хвіст довший за голову й тулуб, рівномірно коричневий і всіяний дуже дрібними темними щетинками.

## Поведінка
Це нічний і частково деревний вид. Будує гнізда в дуплах дерев.